# Pèlerinage d'El Rocío
Pour les articles homonymes, voir Rocío.

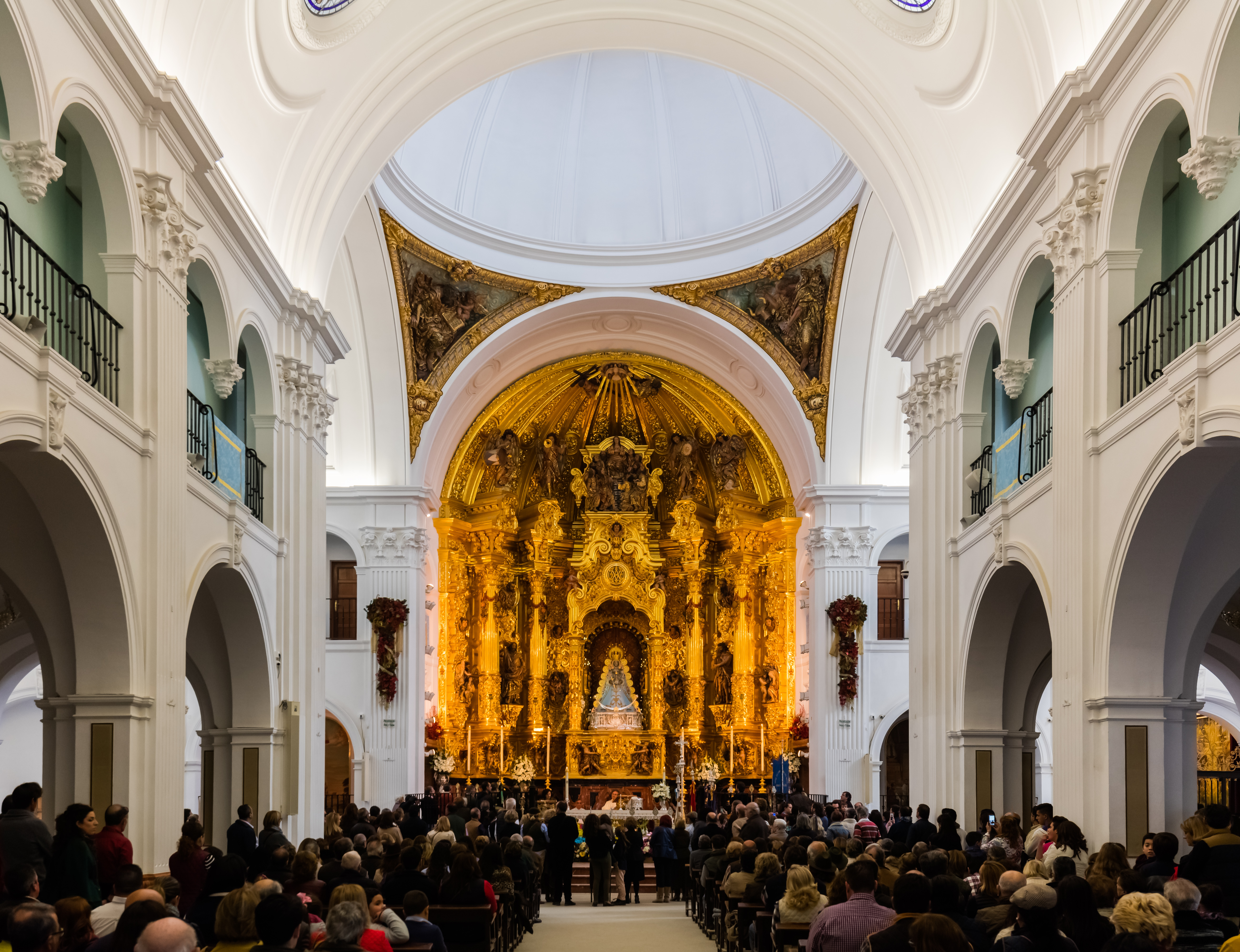
Nef principale de l'ermitage.

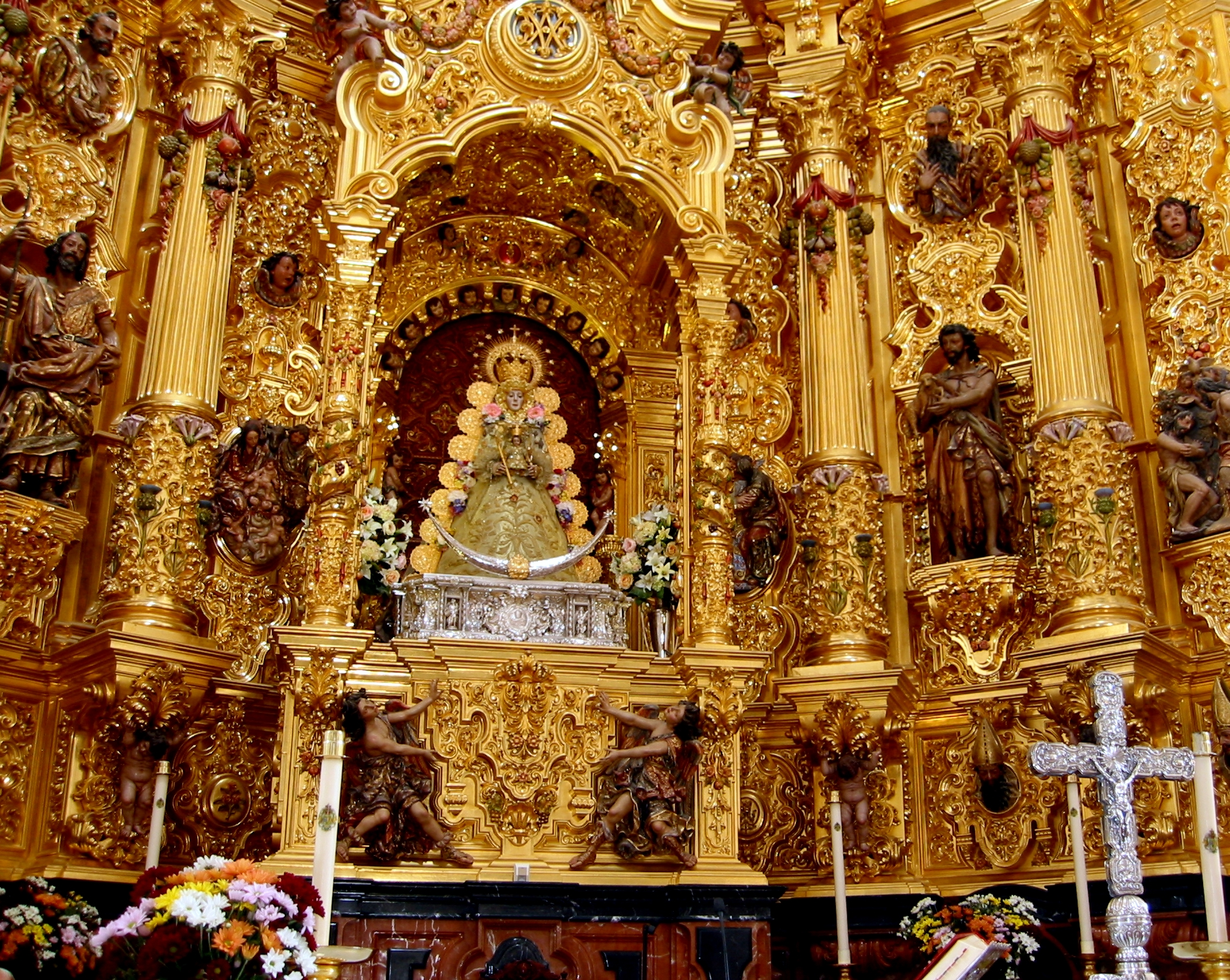
Autel de la Virgen d'El Rocío.

Le pèlerinage d'El Rocío (en castillan romería d'El Rocío) est le plus important pèlerinage d'Espagne. Il attire chaque année à la Pentecôte des centaines de milliers de pèlerins au sanctuaire de la Blanche-Colombe au village d'El Rocío (commune d'Almonte, province de Huelva). Ils viennent honorer Nuestra Señora d’El Rocío (Notre-Dame d'El Rocío), appelée également Blanca Paloma (Blanche Colombe), La Pastora (la Bergère) ou La Reina de las Marismas (la Reine des Marais).

## Création de l'ermitage d'El Rocío
Alphonse X le Sage, en 1280, aurait ordonné la construction d'un ermitage au lieu-dit Las Rocinas, récemment repris aux Maures. Le premier document écrit qui en parle est le procès-verbal d'une réunion de 1335 entre les autorités de Niebla et celles de Séville concernant les frontières communales. On en retrouve également une trace quelques années plus tard dans le Libro de la Montería, écrit par Alphonse XI, puis en 1400 à l'occasion d'une nouvelle réunion entre les autorités de Niebla et de Séville, qui eut cette fois lieu à El Rocío.

### Histoire
L'apparition de la Virgen d'El Rocío remonte selon la version populaire d'Almonte au XVIe siècle. Elle a été transmise oralement et ce n'est qu'au XVIIIe siècle qu'on en retrouve la première trace écrite. Elle raconte qu'un berger (ou un chasseur, selon les versions) du nom de Gregorio Medina, habitant à Villamanrique de la Condesa, trouva au lieu-dit La Rocina, dans une cavité d'un arbre, une statuette de la Vierge et décida de l'emmener avec lui à Almonte, le village le plus proche, à 17 km de là. Sur le chemin, il se reposa un instant et, à son réveil, la statuette avait disparu. Il retourna alors à l'endroit où il l'avait découverte et la retrouva au même endroit. Quand il raconta son aventure aux autorités d'Almonte, ces dernières en conclurent que la statuette y était retournée de sa propre volonté et que cet endroit était le sien. Ils décidèrent d'ériger un ermitage à cet endroit pour son adoration. La Vierge prit le nom de Virgen de Las Rocinas, puis de Virgen d'El Rocío en 1758.

## Chronologie de l'ermitage et du pèlerinage

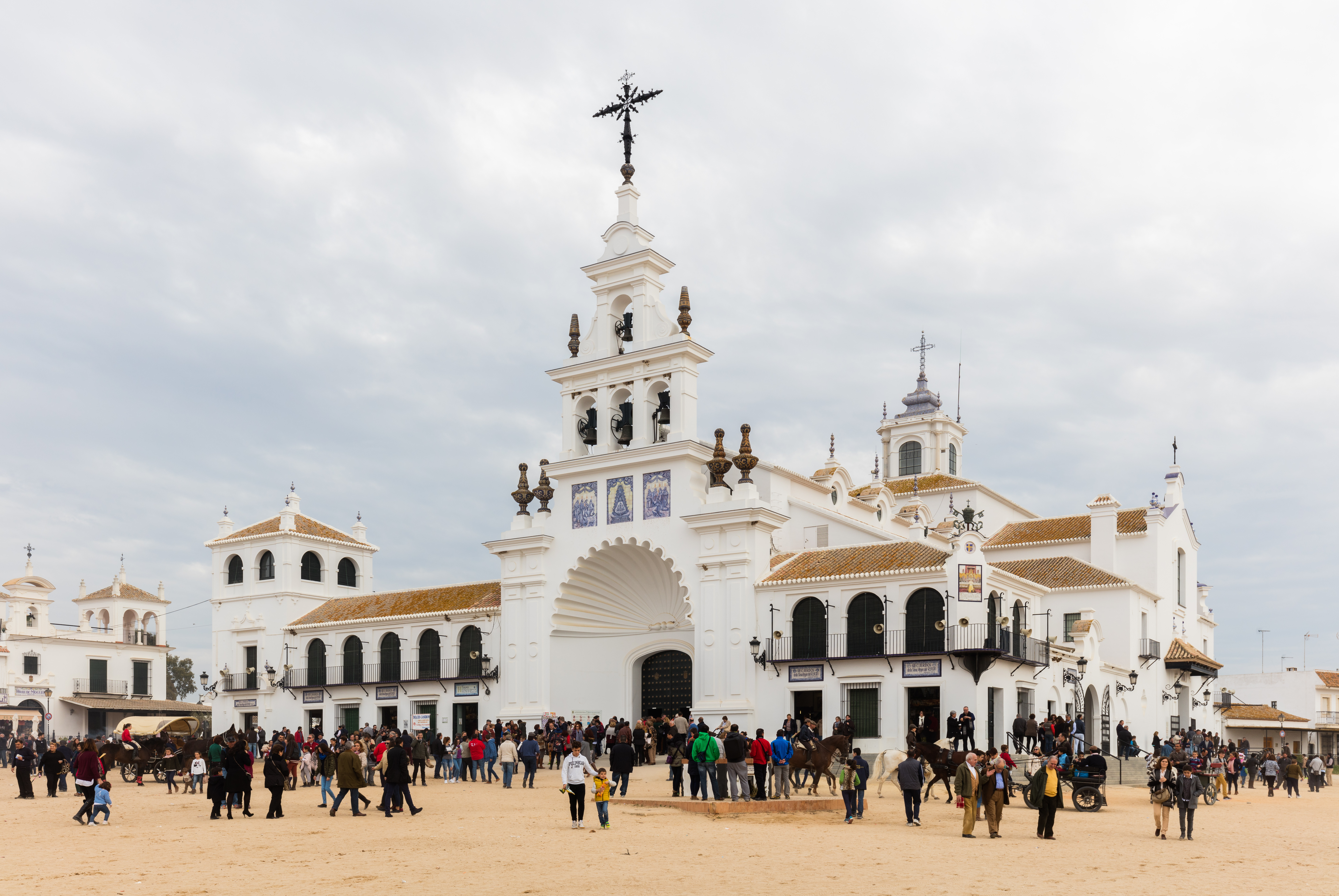
Église Notre Dame d'El Rocío

Quand la région d'Almonte passa aux mains des ducs de Medina Sidonia, l'ermitage d'El Rocío perdit une partie de son isolement et devint une croisée de chemins. Pour le repos des muletiers et des commerçants de passage, une auberge fut installée sur le chemin de Moguer ainsi que des cabanes qui furent à l'origine du hameau d'El Rocío. Cet important passage marchand permit à la légende d'être de plus en plus connue à travers le pays et à la Vierge d'El Rocío d'avoir de plus en plus de fidèles.
La Virgen d'El Rocío devint la Sainte Patronne officielle de la commune d'Almonte en 1653. La confrérie mère (Confrérie de Notre Dame d'El Rocío d'Almonte) avait été créée en 1648 sous la protection du Clergé et de la Corporation municipale. Sa création est citée dans un document du 29 juin 1653. Il fut décidé qu'on célébrerait la Vierge d'El Rocío une fois par an, à la Pentecôte.
L'ermitage dut être reconstruit en 1755 après avoir été détruit par le tremblement de terre de Lisbonne. Il fut rénové en 1846 et en 1916. Le lieu sous sa forme actuelle date de 1969.
Notre Dame d'El Rocío a été canoniquement couronnée le 8 juin 1919 par le Cardinal Almaraz y Santos, à la suite d'une bulle papale du 8 septembre 1918.
Le 14 juin 1993, le sanctuaire de la Blanche-Colombe d'El Rocío reçut la visite du pape Jean-Paul II.
En 2000, le Chemin européen d'El Rocío fut établi, notamment grâce à la fondation de la confrérie Notre Dame d'El Rocío de Bruxelles. Ce chemin est la route officielle pour les personnes venant du reste de l'Europe en pèlerinage à El Rocío. Elle part de Bruxelles et passe notamment par Beauraing en Belgique), puis Chartres, Rocamadour et Lourdes en France , et enfin la Basilique de Nuestra Señora del Pilar de Saragosse et la Cathédrale de l'Almudena de Madrid en Espagne.

## Pèlerinage

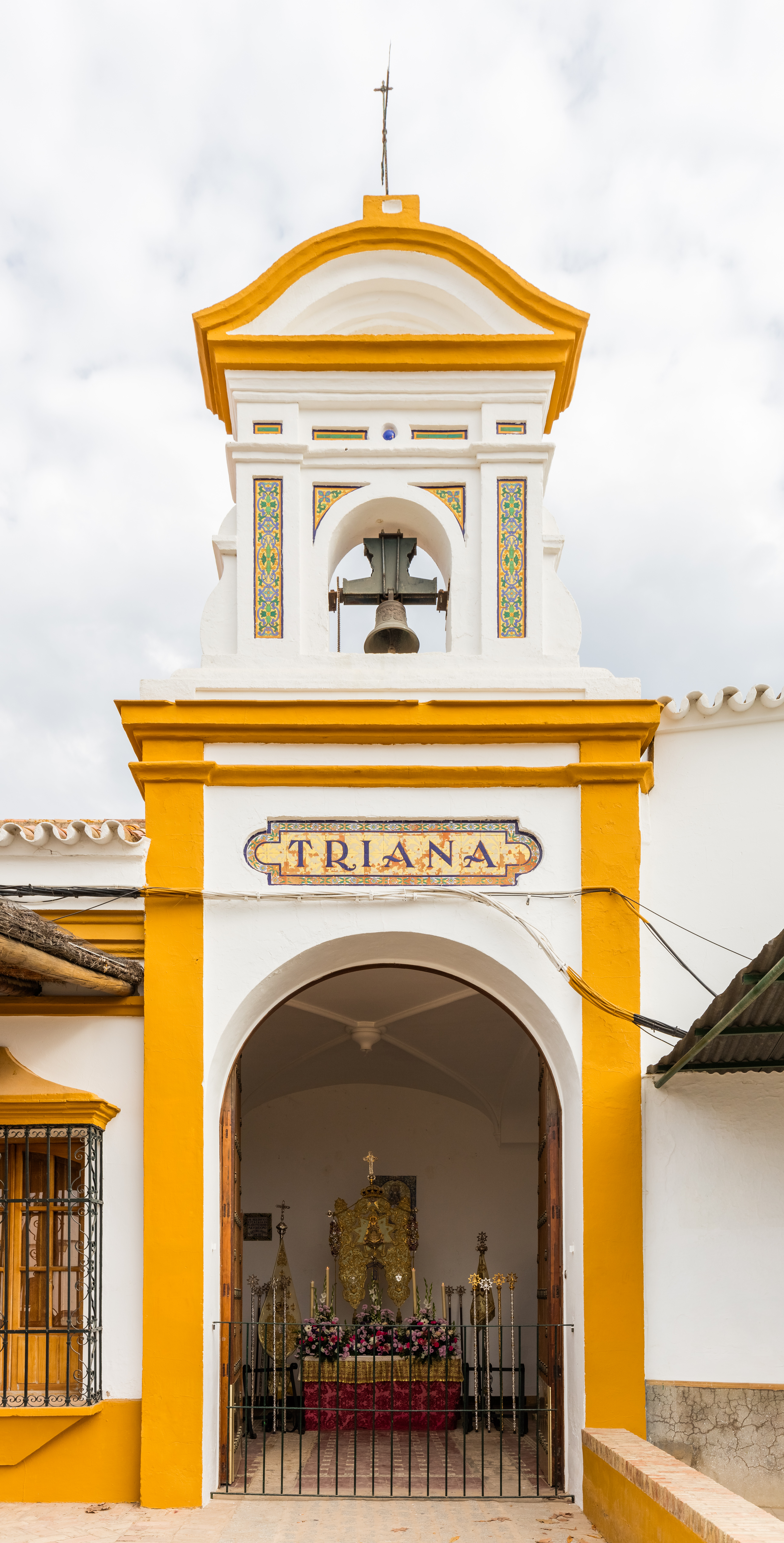
Maison de la confrérie de Triana à El Rocío

Actuellement, une centaine de confréries (certaines comptant plusieurs milliers de membres) sont affiliées à la confrérie mère d'Almonte. Elles viennent principalement de communes des provinces de Cadix, Séville et Huelva, bien que toutes les régions d'Espagne soient représentées, comme Madrid, Malaga, Valence et Ceuta. Beaucoup d'Espagnols et d'étrangers participent en outre au pèlerinage pour leur propre compte, où se joignent à une confrérie pour le chemin.
Le dit chemin est celui que chaque confrérie doit parcourir depuis son lieu de départ jusqu'à l'ermitage d'El Rocío afin de rendre grâce à la Vierge. Les confréries parcourent ce chemin à pied, à cheval ou dans des charrettes spécialement adaptées, tirées par des bœufs, dans lesquelles les Rocieros (ainsi s'appellent les pèlerins d'El Rocío) vivent durant le trajet. La première charrette de chaque confrérie porte le Simpecado, petit sanctuaire, symbole du pèlerinage, qui représente la confrérie et sa dévotion à la Vierge.
Une fois parvenue dans le village d'El Rocío, chaque confrérie retrouve ses quartiers, c'est-à-dire sa ou ses maisons, portant souvent le nom de la confrérie. Le village, à l'image du chemin qui se fait à cheval et dans des charrettes à bœufs, a gardé un aspect où la modernité n'a pas sa place. Les rues sont de terre et de sable, aucune n'est pavée ou asphaltée. Devant chaque maison à véranda se trouvent des poteaux pour attacher les chevaux.

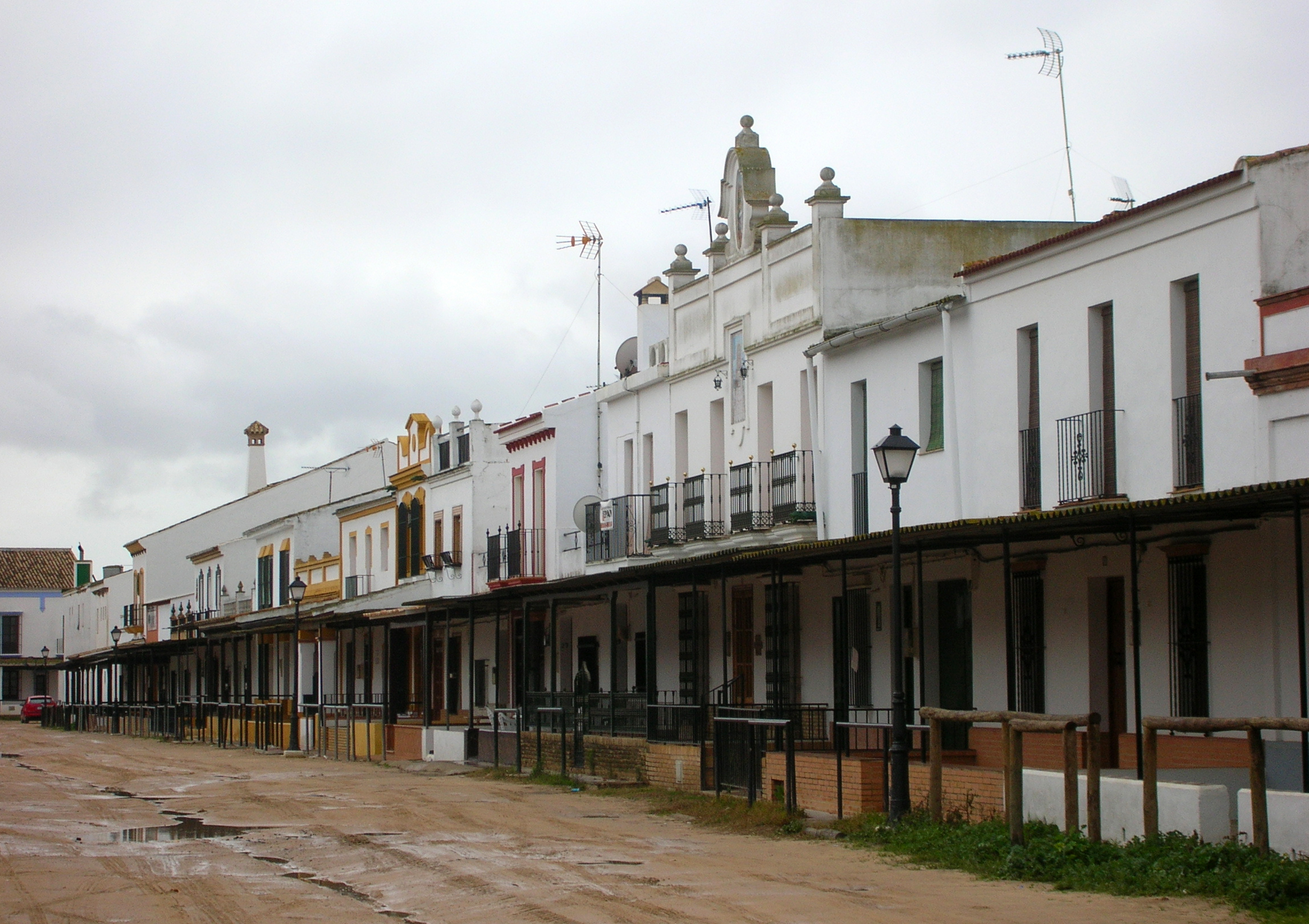
Une rue de sable, hors du temps, du village d'El Rocío

Chaque année, le lundi de la Pentecôte, la Vierge sort en procession dans les rues du hameau, portée sur les épaules des pèlerins. Cette célébration marque la fin du pèlerinage et le retour des confréries à leur lieu d'origine.
Divers événements marquant le chemin et la procession sont devenus très populaires aux yeux du public, comme le passage des pèlerins par la rivière Quema, la présentation de chaque confrérie devant la confrérie mère d'Almonte à l'arrivée dans le hameau, la sortie de la Vierge de l'église ou la procession elle-même pendant laquelle la Vierge, soulevée par la ferveur des milliers de dévots dans un va-et-vient incessant, risque à chaque instant de tomber au sol. Pouvoir s'approcher de la Vierge, voire la toucher, est un grand honneur pour les Rocieros, mais le plus grand d'entre tous est de pouvoir la porter sur ses épaules ne serait-ce qu'un instant.
Le pèlerinage s'est converti de nos jours en un phénomène situé entre religion et folklore. Quoi qu'il en soit, c'est un des événements les plus importants de la région. La Vierge d'El Rocío attire chaque année un million de personnes pendant la Pentecôte et plusieurs milliers pendant le reste de l'année.

## Transfert de la Vierge à Almonte
Tous les sept ans, la Vierge quitte ses habits de reine pour revêtir ceux d'une bergère et est amenée à pied, de nuit, couverte pour la protéger de la poussière, à Almonte, à 17 km de là. Cette tradition date du temps où elle y était transférée en certaines occasions pour protéger le village des épidémies, des guerres, de la faim, de la sécheresse, etc.
À son arrivée à Almonte, elle est posée à un endroit appelé El Chaparral. Là, le curé de la commune est chargé de la découvrir et d'ôter le voile qu'elle porte au moment même où le premier rayon de soleil du jour vient toucher son visage. À ce moment sont tirés des centaines de coups de feu en l'honneur de la Vierge.
Par la suite, elle retourne au hameau d'El Rocío, toujours portée sur les épaules des membres de la confrérie mère, à temps pour le pèlerinage.

## Rocío Chico
De plus, annuellement, au mois d'août, est célébré le Rocío Chico (Petit Rocio). Il s'agit d'un pèlerinage similaire à celui de mai, bien que de dimensions bien moins importantes. Les habitants d'Almonte célèbrent ainsi la protection que leur aurait apportée la Vierge en 1812 en leur évitant un bain de sang lors de l'invasion de la région par Napoléon Bonaparte.

## Salve rociera
Le Salve rociera ou Salve a la Virgen d'El Rocío ou Salve del olé est une célèbre chanson de prière catholique andalouse, composée à l'origine pour le pèlerinage d'El Rocío.
Les paroles sont écrites par Rafael de León et la musique est de Manuel Pareja Obregón (es) qui s'est inspiré d'un air médiéval de galoubet et tambourin.